# Каштела (баскетбольный клуб)
БК «Каштела» (хорв. KK Kaštela) — хорватский баскетбольный клуб из одноимённого города, созданный в 1998 году. С 2013 года известен также как Рибола Каштела по имени главного спонсора. Команда выступала в сильнейшей баскетбольной лиге Хорватии A1, в которой провела три сезона — 2009/2010, 2014/2015 и 2015/2016.

## История
Баскетбольный клуб основан в 1998 году. Вплоть до сезона 2009/2010 выступал в низших лигах хорватского баскетбола. В сезоне 2009/2010 впервые завоевал право играть в сильнейшей хорватской лиге, однако выступил там неудачно, в регулярном сезоне занял последнее 10 место, а в турнире за право остаться в лиге также замкнул таблицу, вылетев из лиги A1. В 2014 году стал победителем лиги A2, получив право вернуться в сильнейшую лигу в сезоне 2014/2015. Второе появление в компании сильнейших вышло удачнее, команда стала восьмой в регулярном турнире и одиннадцатой из тринадцати в турнире за право остаться, что позволило БК «Каштела»
сохранить место в лиге. По итогам сезона 2015/2016 команда заняла последнее место в турнире за 9-14 места и выбыла в лигу А-2.

## Результаты
Результаты в последних по времени сезонах:
| Сезон   | Лига | Регулярный | За право остаться | Раунд чемпионов | Плей-Офф |
| ------- | ---- | ---------- | ----------------- | --------------- | -------- |
| 2009-10 | А1   | 10         | 14                | нет             | нет      |
| 2014-15 | А1   | 8          | 11                | нет             | нет      |
| 2014-15 | А1   | 11         | 14                | нет             | нет      |